# Luteranismo na Islândia
Em 2017, 69,89% dos islandeses foram registrados como membros da Igreja Nacional da Islândia. Além disso, no país existem várias igrejas livres luteranas , incluindo a Igreja Livre de Reykjavík (2,85%), a Igreja Livre de Hafnarfjörður (1,96%) e a Congregação Luterana Independente (0,97%).

## História
A Reforma islandesa ocorreu em meados do século XVI. A Islândia era neste momento um território governado pela Dinamarca-Noruega , e a reforma religiosa luterana foi imposta aos islandeses pelo rei Christian III da Dinamarca . Em 1550 o país adotou o luteranismo .
A influência de Lutero já havia alcançado a Islândia antes do decreto do rei Christian. Os alemães pescavam perto da costa da Islândia e a Liga Hanseática negociava com os islandeses. Esses alemães criaram uma igreja luterana em Hafnarfjörður já em 1533. Por meio de conexões comerciais alemãs, muitos jovens islandeses estudaram em Hamburgo . 
Ögmundur Pálsson , bispo de Skálholt , estava a essa altura velho e enfermo. Ele tinha a seu serviço vários jovens que tinham sido educados na Alemanha e apresentados ao protestantismo . Muitos deles eram a favor da reforma religiosa, embora mantivessem tais opiniões do bispo.
Christian III tornou-se rei da Dinamarca em 1536. Nesse mesmo ano, em 30 de outubro de 1536, ele formalmente estabeleceu a Igreja Luterana Dinamarquesa e decretou que seus súditos dinamarqueses adotassem o luteranismo .  Ele rapidamente estendeu a reforma religiosa para a Noruega ( 1537 ) e as Ilhas Faroe (1540), mas deixou a Islândia um país católico por algum tempo, não fazendo esforços para introduzir reformas protestantes nos anos seguintes.
Com o luteranismo firmemente em vigor, o catolicismo foi banido, e toda a propriedade da igreja católica foi tomada pelos governantes seculares da Islândia. As terras pertencentes às igrejas islandesas caíram nas mãos do rei da Dinamarca , e a influência comercial dos dinamarqueses e da coroa dinamarquesa na Islândia aumentou muito, culminando no monopólio de comércio dinamarquês-islandês promulgado em 1602 e abolido em 1854.  punição penal tornou-se mais dura e aplicação de leis mais rigorosas, quando um conjunto de leis conhecidas como Stóridómur passaram em 1564. 
Embora o latim permanecesse como a língua oficial da Igreja Luterana da Islândia até 1686, e boa parte da antiga terminologia católica e outras atividades externas cerimoniais fossem mantidas, a igreja luterana diferia consideravelmente na doutrina. Aqueles católicos que se recusaram a se converter finalmente fugiram, muitos deles para a Escócia . Nenhum padre católico foi autorizado a pisar em solo islandês por mais de três séculos.

## A tradução da bíblia para o Islandês
Um dos jovens a serviço do bispo Ögmundur foi Oddur Gottskálksson , filho de Gottskálk Nikulásson , ex-bispo de Hólar . Oddur retornou à Islândia de seus estudos na Alemanha em 1535, aos 20 anos, e rapidamente começou a traduzir o Novo Testamento para o islandês. Dizem que ele fez a maior parte da tradução no celeiro da fazenda ao lado do Skálholt see. O Novo Testamento de Oddur foi impresso em Roskilde em 1540, e é o mais antigo trabalho impresso preservado na língua islandesa .
Outro desses rapazes educados na Alemanha era Gissur Einarsson , que era secretamente a favor da reforma religiosa. Em 1539, o bispo Ögmundur, que estava quase cego agora, fez dele seu sucessor, e Gissur foi consagrado bispo enquanto Ögmundur ainda vivia. O velho bispo se arrependeu de sua decisão quando as opiniões luteranas de seu protegido surgiram. No entanto, a essa altura ele estava muito velho e enfermo, e pouco podia fazer para conter a influência de Gissur, embora nominalmente compartilhasse a visão com ele.

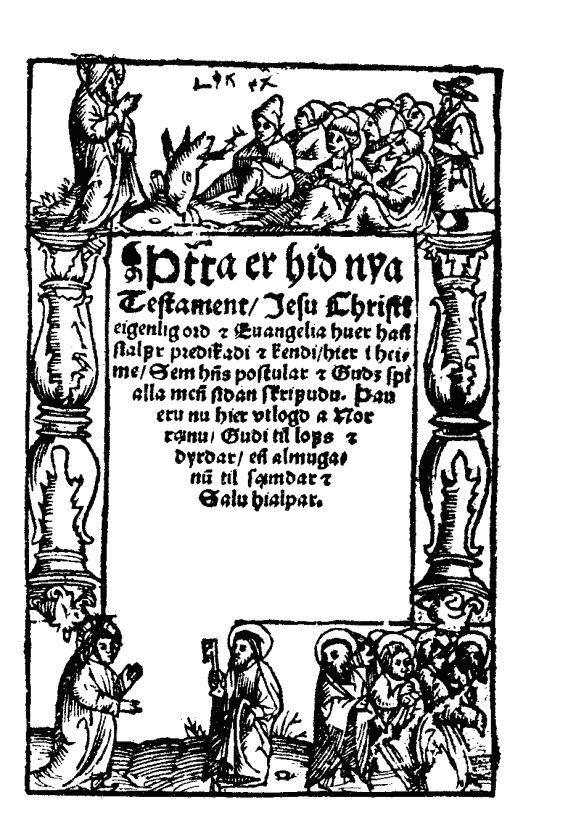
Página da primeira bíblia traduzia em Islandês pelos Luteranos em 1540.

## Organização
Depois da Reforma, a igreja islandesa manteve as duas dioceses tradicionais de Skálholt e Hólar até 1801, quando as séssas se uniram em um único bispado. O Bispo da Islândia está baseado em Reykjavík , onde a catedral e o escritório do bispo estão localizados. Novos bispos eram tradicionalmente consagrados pelos bispos dinamarqueses até 1908, quando, com crescentes exigências de independência da Dinamarca, o bispo cessante consagrou seu próprio sucessor.
Em 1909, dois bispos assistentes ou sufragâneos ( vígslubiskup ) foram criados revivendo as antigas sedes episcopais de Skálholt e Hólar . Embora não sejam Bispos diocesanos, eles são responsáveis pelas catedrais de suas sedes e pela construção destas como centros de estudo e espiritualidade. Em 1990, nova legislação foi aprovada para dar aos bispos sufragâneos maiores responsabilidades como assistentes do Bispo da Islândia em questões pastorais e juntos os três bispos formam o Conselho Episcopal.
Anualmente, o Bispo convoca todos os pastores e teólogos da igreja para o Sínodo Pastoral, para discutir os assuntos da igreja e da sociedade. O sínodo tem uma palavra em todos os assuntos de teologia e liturgia a ser decidida pelo bispo e Kirkjuþing. Existem cerca de 150 sacerdotes e 27 diáconos ordenados na igreja. Quatorze padres trabalham em ministérios não paroquiais em hospitais e outras instituições. A Igreja da Islândia também tem padres servindo congregações islandesas no exterior.
- Site da Igreja da Islândia